# Adrian Diel
August Friedrich Adrian Diel, född den 4 februari 1756 i Gladenbach, död den 22 april 1839 i Diez, var en tysk pomolog.
Diel var i åtskilliga år brunnsläkare i Ems. De mest framstående av hans arbeten, som ännu åtnjuter högt anseende, är Versuch einer systematischen Beschreibung in Deutschland vorhandener Kernobstsorten (1799-1832) och Systematisches Verzeichniß der vorzüglichsten in Deutschland vorhandenen Obstsorten (3 band, 1818, 1829 och 1833).